# Märkisch Buchholz

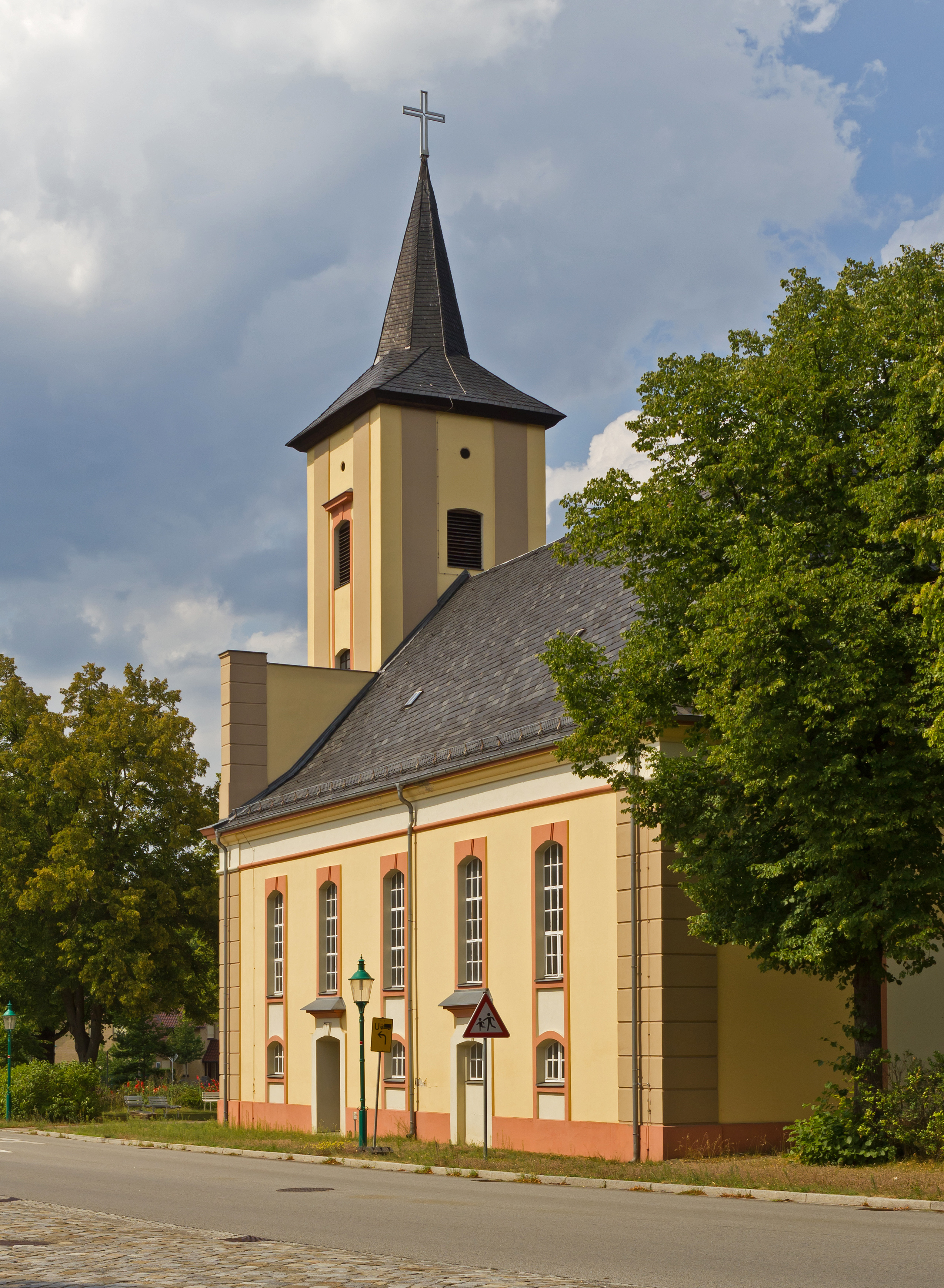
Nhà thờ

Märkisch Buchholz là một small town in the Dahme-Spreewald district, in Brandenburg, Đức. Đô thị Märkisch Buchholz có diện tích km², dân số thời điểm 31 tháng 12 năm 2006 là người. Đô thị này nằm bên sông Dahme, 20 km về phía tây bắc Lübben (Spreewald) và 50 km về phía đông nam Berlin.